# Ae 3/6 III
Ae 3/6 III – szwajcarska lokomotywa elektryczna produkowana w latach 1925–1926 dla kolei szwajcarskich. Został zachowany jeden elektrowóz jako czynna lokomotywa zabytkowa.